# Uncharted 4: Kres złodzieja
Uncharted 4: Kres złodzieja (ang. Uncharted 4: A Thief's End) – przygodowa gra akcji przedstawiona z perspektywy trzeciej osoby, wyprodukowana przez studio Naughty Dog. Gra została wydana przez Sony Computer Entertainment 10 maja 2016 roku wyłącznie na konsolę PlayStation 4. Jest to czwarta część serii Uncharted. Uncharted 4 używa autorskiego silnika Naughty Dog Game Engine.
Akcja gry rozgrywa się trzy lata po wydarzeniach z trzeciej części – Uncharted 3: Oszustwo Drake’a. Nathan Drake tym razem wyrusza na Madagaskar w poszukiwaniu legendarnego miasta Libertalia będącego anarchistyczną, antykapitalistyczną XVII-wieczną kolonią piratów, opisaną między innymi w książce Historia najsłynniejszych piratów, której autorstwo przypisuje się Danielowi Defoe.

## Fabuła
Akcja gry rozgrywa się trzy lata po wydarzeniach z poprzedniej odsłony serii – Uncharted 3: Oszustwo Drake’a. Gracz ponownie wcieli się w poszukiwacza przygód, Nathana Drake’a, który porzucił swój dotychczasowy styl życia, aby móc wieść spokojne życie ze swoją żoną, Eleną. Jednak pewnego dnia nieoczekiwanie zjawia się starszy brat Nathana – Sam, którego bohater uznawał za zmarłego. Okazuje się, że mężczyzna jest uwikłany w sprawę skarbu pirata Henry’ego Every’ego, a życie Sama zależy od odnalezienia owego skarbu. Nathan postanawia pomóc swemu bratu i razem ruszają w podróż do Libertalii – pirackiej kolonii na Madagaskarze.

## Rozgrywka
Rozgrywka w Uncharted 4: Kresie złodzieja nie różni się znacząco od przedstawionej w poprzednich częściach serii. Nadal jest to przygodowa gra akcji przedstawiona z perspektywy trzeciej osoby, w której gracz wciela się w postać podróżnika Nathana Drake’a. Jednakże gra doczekała się wielu usprawnień, które były możliwe do zaimplementowania dzięki opracowywaniu gry na konsolę ósmej generacji PlayStation 4. W stosunku do poprzednich części znacznie zwiększono obszary, po których może poruszać się główny bohater gry, dzięki czemu gracz może przechodzić grę na wiele sposobów, różnymi ścieżkami. Nathan walczy za pomocą broni palnej, granatów bądź wręcz. Jest w stanie nosić jednocześnie jeden egzemplarz broni długiej i jeden krótkiej oraz cztery granaty. Drake potrafi walczyć z kilkoma przeciwnikami naraz oraz używać do walki elementów otoczenia. W grze występuje system osłon. Z tej pozycji bohater może strzelać na oślep, tylko lekko się wychylając. Odpowiednio płaskie kamienie, ściany lub skrzynie mogą służyć za osłony. W porównaniu do poprzednich odsłon serii, gdzie tylko pojedyncze elementy poziomów były zniszczalne, w Uncharted 4 twórcy uczynili znaczną część środowiska podatną na zniszczenia. Gra korzysta z samoregenerującego się paska zdrowia – wraz z kolejnymi ranami ekran coraz bardziej blaknie, a po kilkunastu sekundach spokoju wraca do normy. Rozbudowie uległa także sztuczna inteligencja przeciwników. W grze występuje etap, podczas którego bohater może prowadzić samochód terenowy.
W grze występuje interakcja z przedmiotami, główny bohater może otworzyć drzwi, przesunąć przeszkodę, pociągnąć dźwignię lub uruchomić inny mechanizm. Ponadto występuje wiele elementów zręcznościowych, polegających na wspinaniu się czy skakaniu, połączonych np. z ucieczką przed przeciwnikami, lub ostrzeliwującym helikopterem. Kolejnym aspektem rozgrywki jest rozwiązywanie zagadek, opartych na rysunkach zawartych w dzienniku głównego bohatera.
W kampanii dla pojedynczego gracza w Uncharted 4 ukryte są skarby, które gracz może odnaleźć i kolekcjonować.

### Gra wieloosobowa
W Uncharted 4 pojawiły się także tryby gry wieloosobowej i kooperacji. Rozgrywka w nich przypomina tę z poprzednich części gry. Możliwe jest używanie mocy z innych odsłon serii, np. Wrath of El Dorado z Uncharted, Cintamani Stone z Uncharted 2 i Spirit of the Djinn z Uncharted 3. Dostępna jest również możliwość przywoływania pomocników, np. medyka, który uzdrawia gracza. Do trybu wieloosobowego zaimplementowano także system mikropłatności.

### Obsada głosowa
| Postać                  | Angielski dubbing  | Polski dubbing       |
| ----------------------- | ------------------ | -------------------- |
| Nathan Drake            | Nolan North        | Jarosław Boberek     |
| Sam Drake               | Troy Baker         | Janusz German        |
| Elena Fisher            | Emily Rose         | Izabella Bukowska    |
| Victor „Sully” Sullivan | Richard McGonagle  | Andrzej Blumenfeld   |
| Hector Alcazar          | Robin Atkin Downes | Grzegorz Pawlak      |
| Rafe Adler              | Warren Kole        | Przemysław Glapiński |
| Nadine Ross             | Laura Bailey       | Ewa Jakubowicz       |

## Produkcja
W maju 2013 roku Naughty Dog ogłosiło, że ich kolejne gry powstaną na platformę PlayStation 4 i będą używały zmodyfikowanego silnika użytego w grach Uncharted i The Last of Us na PlayStation 3. Podczas konferencji z okazji premiery konsoli PlayStation 4 w listopadzie 2013 roku studio Naughty Dog zapowiedziało kolejną część serii Uncharted. W grudniu 2013 roku Eric Monacelli ze studia Naughty Dog napisał na amerykańskim blogu PlayStation, że ich silnik działa już na PlayStation 4.
W marcu 2014 roku firma Sony Computer Entertainment ogłosiła, że dotychczasowa scenarzystka serii Uncharted Amy Hennig opuściła studio Naughty Dog, a jej miejsce zajęli Neil Druckmann i Bruce Straley, którzy pracowali na The Last Of Us. Niecały miesiąc później studio opuścił także Justin Richmond, który zajmował stanowisko reżysera gry. Richmond dołączył do Riot Games. Do czerwca 2014 roku ze studia odeszli także dyrektor artystyczny Nate Wells, odpowiedzialny za tworzenie postaci w The Last of Us Michael Knowland oraz aktor głosowy Todd Stashwick.
W listopadzie 2013 roku Naughty Dog oficjalnie zapowiedziało produkcję Uncharted 4 i zaprezentowało krótki zwiastun gry, który nie przedstawiał rozgrywki, ale zawierał informacje dotyczące miejsca akcji i fabuły. Na Electronic Entertainment Expo w 2014 roku pokazano kolejny zwiastun (będący przerywnikiem filmowym z gry) przedstawiający Nathana Drake’a wstającego z ziemi i przedzierającego się przez tropikalny las. Twórcy ogłosili, że gra będzie miała podtytuł  A Thief's End, a jej premiera odbędzie się w 2015 roku tylko na PlayStation 4. Zapewnili także, że trailer został zrealizowany na silniku gry, a produkcja będzie działać w rozdzielczości 1080p i oferować obraz wyświetlany z prędkością 60 klatek na sekundę. Kilka dni później twórcy gry opublikowali film, na którym wyjaśnili, że na Uncharted 4 wpływ ma doświadczenie wyniesione przez twórców podczas tworzenia The Last of Us, dzięki czemu gra będzie dojrzalsza i będzie bardziej skupiać się na bohaterach niż poprzednie części z serii.
Pod koniec czerwca 2014 roku polski oddział Sony ogłosił, że w polskiej wersji językowej głównemu bohaterowi ponownie użyczy głosu Jarosław Boberek.
W grudniu 2014 roku podczas PlayStation Experience zaprezentowano rozgrywkę z wczesnej wersji gry, która nie osiągnęła jeszcze fazy alfa. Pokazany etap zawierał dużo bardziej otwartą lokację niż te z poprzedniej części serii, a główny bohater w swoim ekwipunku posiadał linę z hakiem. Ponadto w grze można było ujrzeć bardziej rozbudowaną walkę wręcz oraz skradanie się głównego bohatera. W styczniu ujawniono kolejne informacje dotyczące rozgrywki, fabuły i bohaterów. Potwierdzono także obecność trybów rozgrywki wieloosobowej. Kilka dni później ogłoszono, że gra jest priorytetem dla studia, a inne projekty są odłożone na później.
W marcu 2015 roku przełożono datę premiery gry na wiosnę 2016 roku z powodu chęci maksymalnego dopracowania gry. W maju 2015 roku doprecyzowano, że gra będzie miała premierę do końca marca 2016 roku. Na E3 2015 zaprezentowano kolejny film z rozgrywką z gry. Przedstawiał on zarówno strzelaninę w mieście położonym na Madagaskarze, ucieczkę, jak i pościg z udziałem głównego bohater i jego przyjaciela Sully'ego. W filmie zaprezentowano zniszczalne otoczenie i otwartość etapu. Na początku lipca 2015 roku zaprezentowano rozszerzoną wersję filmu, na której pojawili się brat i żona Nathana.
31 sierpnia 2015 roku Sony ogłosiło, że gra będzie miała swoją premierę 18 marca 2016 roku i będzie dostępna w dwóch edycjach kolekcjonerskich – Special Edition i Libertalia Collector’s Edition. Pierwsza z nich zawiera Steelbook zaprojektowany przez Alexandra Iaccarino; artbook z grafikami koncepcyjnymi; punkty potrzebne do odblokowania dodatkowej zawartości rozgrywki wieloosobowej i ulepszenia postaci, oraz specjalne naklejki. Druga edycja kolekcjonerska zawiera wszystkie elementy pierwszej, oraz 30 centymetrową figurkę głównego bohatera Nathana Drake’a; dodatkowe stroje, czapki z daszkiem i drwinę dla postaci do trybu wieloosobowego; skórki na bronie i motyw dla systemu konsoli PlayStation 4. Ujawniono także, że do zamówień przedpremierowych zwykłej, cyfrowej edycji gry na PlayStation Store, oprócz kopii gry do pobrania, będą dodawane także stroje i drwina dla postaci, skórki na bronie oraz punkty Naughty Dog. Ponadto ogłoszono, że do sklepu z cyfrową dystrybucją Sony trafi edycja Uncharted 4: A Thief’s End Digital Deluxe Edition, która oprócz elementów z podstawowej, cyfrowej edycji gry będzie zawierać także dodatkowe elementy tj. strój, skórkę na broń, bohaterów, od razu odblokowane dwa przedmioty w trybie dla wielu graczy oraz Uncharted 4 Triple Pack, czyli przepustkę sezonową zapewniającą dostęp do rozszerzenia fabularnego. Zapowiedziano także, że Triple Pack będzie można kupić oddzielnie po premierze gry.
17 września 2015 roku Sony ogłosiło, że beta testy Uncharted 4 odbędą się w dniach 4–13 grudnia 2015 roku. Uczestniczyć w nich będą mogli posiadacze kodu dodawanego do The Nathan Drake Collection, którzy jednocześnie są subskrybentami PlayStation Plus.
W 2021 roku zapowiedziano wydanie gry Uncharted: Legacy of Thieves Collection, czyli pakietu gier Uncharted 4: Kres złodzieja i Uncharted: Zaginione dziedzictwo na konsolę PlayStation 5 oraz PC. Wersja na konsolę Sony pojawiła się 28 stycznia 2022 roku, natomiast data premiery portu na komputery osobiste nie została ujawniona. Gry w wersji na PlayStation 5 zawierają trzy tryby działania: Fidelity Mode (4K i 30 kl./s), Performance Mode (60 kl./s) oraz Performance+ Mode (1080p i 120 kl./s), a także skrócone czasy ładowania, dźwięk przestrzenny oraz wykorzystują możliwości kontrolera DualSense.  Port na komputery osobiste tworzony jest przez studio Iron Galaxy.

## Odbiór gry
Gra spotkała się z pozytywnymi reakcjami krytyków, uzyskując według agregatora Metacritic średnią z ocen wynoszącą 93/100 punktów. W grudniu 2016 roku poinformowano, że sprzedano ponad 8,7 mln egzemplarzy gry, a w październiku 2019 roku ogłoszono, że gra sprzedała się w ponad 16 milionach egzemplarzy.